# 1166

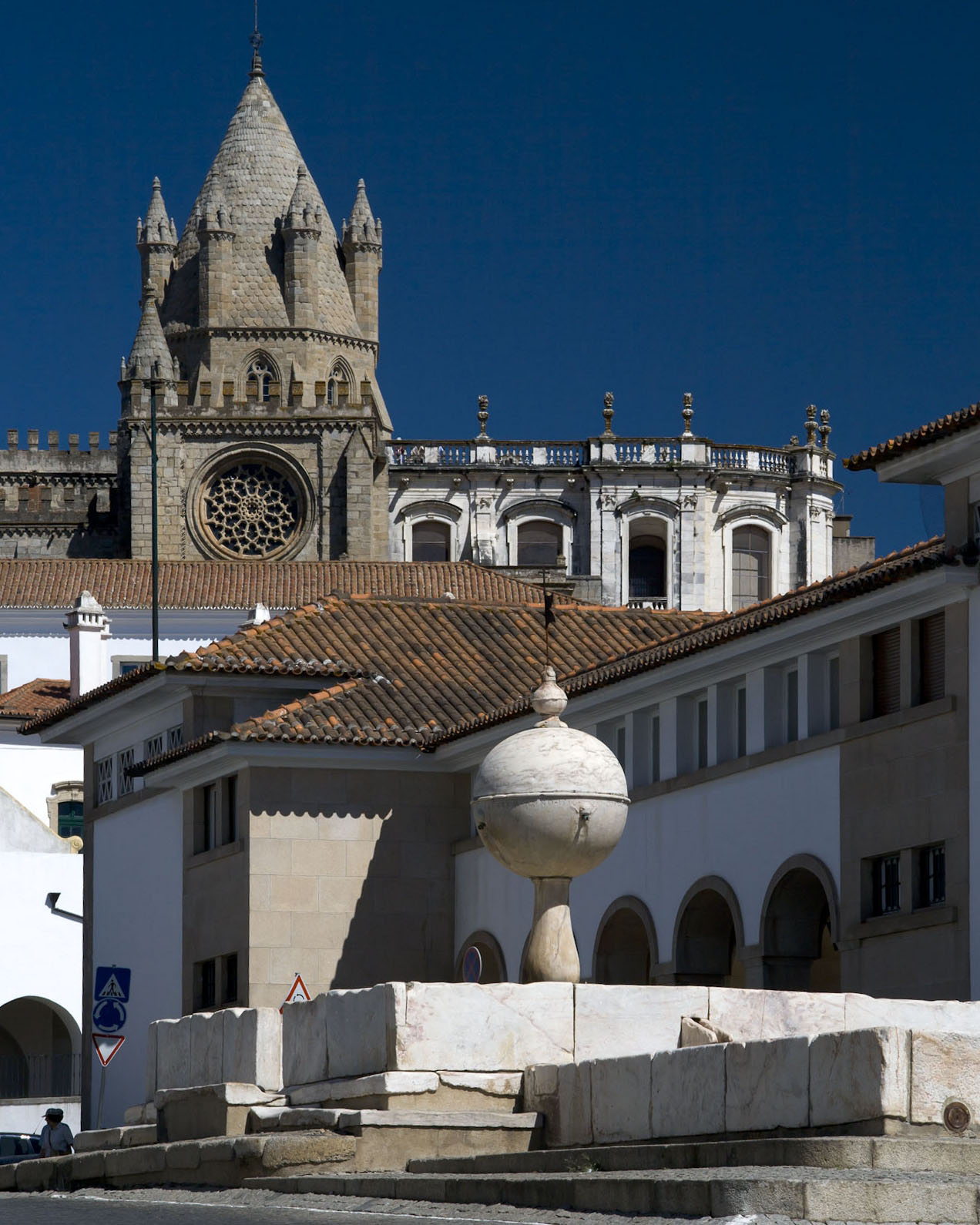
Sé de Évora e fonte no Largo das Portas da Moura.

| Calendário gregoriano                                                        | 1166 MCLXVI                                           |
| Ab urbe condita                                                              | 1919                                                  |
| Calendário arménio                                                           | 615 – 616                                             |
| Calendário bahá'í                                                            | -678 – -677                                           |
| Calendário budista                                                           | 1710                                                  |
| Calendário chinês                                                            | 3862 – 3863 Início a 2 de fevereiro (aproximadamente) |
| Calendário copta                                                             | 882 – 883                                             |
| Calendário etíope                                                            | 1158 – 1159                                           |
| Calendários hindus - Vikram Samvat - Calendário nacional indiano - Cáli Iuga | 1221 – 1222 1087 – 1088 4266 – 4267                   |
| Calendário Holoceno                                                          | 11166                                                 |
| Calendário islâmico                                                          | 561 – 562                                             |
| Calendário judaico                                                           | 4926 – 4927                                           |
| Calendário persa                                                             | 544 – 545                                             |
| Calendário rúnico                                                            | 1416                                                  |
| Calendário solar tailandês                                                   | 1709                                                  |

1166 (MCLXVI, na numeração romana) foi um ano comum do século XII do Calendário Juliano, da Era de Cristo, a sua letra dominical foi B (52 semanas), teve início a um sábado e terminou também a um sábado. No reino de Portugal estava em vigor a Era de César que já contava 1204 anos.
| Ano completo                   |
| ------------------------------ |
| Ano comum com início ao sábado |

## Eventos
- Tomada de Serpa, Coruche e Moura por D. Afonso Henriques.
- Concessão do foral de Évora.
- Casamento de Urraca Afonso com Fernando II de Leão.

## Nascimentos
- 24 de Dezembro - João I de Inglaterra.
- Odo III, Duque da Borgonha.
- Gaucher III de Châtillon m. 1219, foi senescal da Borgonha, Senhor de Châtillon-sur-Marne e conde de Saint-Pol.
- Egas Pires Coronel, rico-homem do Reino de Portugal, o primeiro da sua linhagem a utilizar o nome (Sequeira).
- Teodoro de Celles, Cônego da Catedral de Liége, fundador dos Crúzios (m. 1236).

## Mortes
- Constantino Ângelo (n. 1100).
- Abdalcáder Guilani n. 1077, foi um teólogo e Sufista, fundador da Confraria dos cadiritas.